# Matt Leinart
College Football Hall of Fame 2017
(en) Statistiques sur pro-football-reference
Matt Leinart est un joueur américain de football américain, né le 11 mai 1983 à Santa Ana (Californie), qui évoluait au poste de quarterback.

## Biographie

### Carrière universitaire
Il a joué avec les Trojans d'USC avec lesquels il a remporté le championnat national en 2003 (égalité avec LSU) et en 2004.

### Carrière professionnelle
Il est drafté au 1er tour (10e choix) en 2006 par les Cardinals de l'Arizona.
Il fut le meilleur passeur de la semaine 12 de NFL en 2006. Sa saison 2007 a été écourtée par une fracture après seulement cinq matchs. Après avoir passé l’essentiel de sa carrière comme la doublure de Kurt Warner, l'occasion se présente après la retraite de Kurt, cependant les Cardinals libère Matt. Il signe chez les Texans, encore une fois comme doublure, mais de Matt Schaub.

## Palmarès
- 2004 : MVP du Rose Bowl
- 2004 : Vainqueur du trophée Heisman
- 2005 : MVP de l'Orange Bowl

## Statistiques
| Année              | Équipe                 | MJ                 |         | Passes   | Passes | Passes | Passes | Passes | Passes | Passes  |       | Courses | Courses | Courses | Courses |
| Année              | Équipe                 | MJ                 | Tentées | Réussies | Pct.   | Yards  | TD     | Int.   | Éval.  | Tentées | Yards | Moy.    | TD      |         |         |
| 2006               | Cardinals de l'Arizona | 12                 | 377     | 214      | 56,8   | 2 547  | 11     | 12     | 74,0   | 22      | 49    | 2,2     | 2       |         |         |
| 2007               | Cardinals de l'Arizona | 5                  | 112     | 60       | 53,6   | 647    | 2      | 4      | 61,9   | 11      | 42    | 3,8     | 0       |         |         |
| 2008               | Cardinals de l'Arizona | 4                  | 29      | 15       | 51,7   | 264    | 1      | 1      | 80,2   | 4       | 5     | 1,3     | 0       |         |         |
| 2009               | Cardinals de l'Arizona | 8                  | 77      | 51       | 66,2   | 435    | 0      | 3      | 64,6   | 9       | -6    | -0,7    | 0       |         |         |
| 2010               | Texans de Houston      | 0                  | -       | -        | -      | -      | -      | -      | -      | -       | -     | -       | -       |         |         |
| 2011               | Texans de Houston      | 2                  | 13      | 10       | 76,9   | 57     | 1      | 0      | 110,1  | 1       | -1    | -1,0    | 0       |         |         |
| 2012               | Raiders d'Oakland      | 2                  | 33      | 16       | 48,5   | 115    | 0      | 1      | 44,4   | -       | -     | -       | -       |         |         |
| Totaux en carrière | Totaux en carrière     | Totaux en carrière | 641     | 366      | 57,1   | 4 065  | 15     | 21     | 70,2   | 47      | 89    | 1,9     | 2       |         |         |